# Terry Griffiths
Terry Griffiths, född 16 oktober 1947 i Llanelli, Carmarthenshire, död 1 december 2024 på samma plats, var en brittisk (walesisk) snookerspelare. Han hade en lång och framgångsrik amatörkarriär bakom sig, men var relativt okänd då han 1979 sensationellt vann VM efter att ha slagit Dennis Taylor i finalen. Detta var första gången Griffiths deltog i VM, och andra gången han deltog i en professionell turnering överhuvudtaget.
Året därpå fick Griffiths som en av de åtta högst seedade stå över första omgången, men han råkade ut för The Crucible Curse och slogs ut redan i sin första match mot den då unge och okände Steve Davis.
Griffiths vann aldrig någon mer rankingtitel, men han var ändå ganska framgångsrik under 80-talet, och vann ett antal icke-rankingtitlar, bland annat Masters 1980 och UK Championship 1982 (vilket då inte var en rankingturnering). Han avslutade sin aktiva karriär 1997, 50 år gammal, och coachade sedan Stephen Hendry och Marco Fu.

## Titlar

### Rankingtitlar
- VM (1979)

### Andra titlar
- Masters (1980)
- Irish Masters (1980, 1981, 1982)
- Pontins Professional (1981, 1985, 1986)
- Lada Classic (1982)
- UK Championship (1982)
- Pot Black (1984)
- Hong Kong Masters (1985)
- Belgian Classic (1986)
- World Cup med Wales (1979, 1980)
- Welsh Professional Championship (1985, 1986, 1988)